# Shivaling
Shivaling (nep. शिवालिङ) – gaun wikas samiti w zachodniej części Nepalu w strefie Mahakali w dystrykcie Baitadi. Według nepalskiego spisu powszechnego z 2011 roku liczył on 675 gospodarstw domowych i 4072 mieszkańców (2059 kobiet i 2013 mężczyzn).